# Rosalind Franklin
Rosalind Elsie Franklin (25. srpnja 1920. – 16. travnja 1958.) bila je engleska kemičarka čiji je rad bio ključan u razumijevanju molekularnih struktura DNK, RNK, virusa, ugljena i grafita. Dok je za rad na ugljenu i grafitu dobila priznanja za vrijeme života, doprinosi otkrivanju strukture DNK bili su joj priznati tek posmrtno.
Nakon doktorata iz fizikalne kemije na Sveučilištu u Cambridgeu, Franklin je provela nekoliko godina u Parizu gdje je naučila kako pomoću rendgenske difrakcije pobliže odrediti molekularnu strukturu kristala. Kada se 1951. godine vratila u Englesku, počela je surađivati s Johnom Randallom u njegovom laboratoriju pri King's College u Londonu. Tamo se ubrzo susreće s Mauriceom Wilkinsom koji se već bavio proučavanjem strukture molekule DNK, i koji pogrešno pretpostavlja da je Franklin Randallova asistentica, iako su u stvarnosti oboje vodili odvojene projekte fokusirane na DNK. Istovremeno se istim problemom bave i James Watson i Francis Crick na Sveučilištu u Cambridgeu koji su u komunikaciji s Wilkinsom koji im je, bez znanja Franklin, pokazao njezinu fotografiju (poznatu kao Fotografija 51) koja im je poslužila kao ključ za opisivanje oblika i strukture molekule DNK. Iako su i Franklin i trio Watson, Crick i Wilkins objavili niz članaka na temu, Watson, Crick i Wilkins za svoj su rad dobili Nobelovu nagradu za fiziologiju ili medicinu 1962. godine.
Franklin je umrla 1958. godine u Londonu od raka jajnika.